# Corpus Christi (Canindeyú)
Corpus Christi ist eine Stadt und Gemeinde in Paraguay im nördlichen Bereich des Departamento Canindeyú.
Früher war der Ort als Cayé Cué bekannt und wurde am 13. Juni 1968 offiziell gegründet und durch das Gesetz Nr. 497 vom 18. Dezember 1974 zu einem Bezirk erhoben, der sich von den Bezirken Salto del Guairá, Villa Ygatimí und Curuguaty löste. Die wirtschaftliche Tätigkeit des Bezirks konzentriert sich hauptsächlich auf die Landwirtschaft. wo die Kaffeeproduktion einen bemerkenswerten Platz einnimmt.
Laut der Volkszählung von 2002 der Generaldirektion Statistik, Erhebungen und Volkszählungen hat der Distrikt eine Gesamtbevölkerung von 13.303 Einwohnern, die 60 % der brasilianischen Einwanderer ausmacht. Das gleichnamige Stadtgebiet hat insgesamt 1338 Einwohner.